# 鳥光宏
鳥光 宏（とりみつ ひろし、1959年7月26日 - ）は駿台予備学校古文科講師。
作家・エッセイスト・セミナー講師など多彩な肩書を持つ。複数の株式会社も経営し、自ら代表を務める。

## 経歴
東京都墨田区に生まれる。幼い頃に両親が相次いで入院するなどし、電気・ガス・水道も止められた極貧生活の中、祖母に育てられ、4人の弟と妹の面倒をみながら学校へ通う。
都立高校卒業後は、裕福でなかった家庭の事情により大手書店で働くも、現状に満足できず「このままだと人生ないな」との強い危機感を感じるようになる。そうして何かを変えなければならないと強く思っていた社会人3年目に新聞奨学生制度を知り、知り合いの新聞販売店に勤めることになる。1年間勤務の傍ら受験勉強に励み、琉球大学医学部保健学科（旧保健学部）に合格。しかし入学金と半期の授業料を収め、渡航費を支払うと貯金はほとんど底を尽きかける。親からの仕送りもなく途方に暮れていた矢先、友人から奨学金制度の存在を教わり、奨学金の給付を申請。成績優秀だった鳥光は結果的に6年間授業料免除で同学部を卒業する。
その後、教育現場に足を踏み入れるべく法政大学文学部に進学。国語科教員免許を取得し3年間高等学校で古文を教え、その傍ら友人の勧めで受験した駿台予備学校古文科講師の採用試験に合格。以来、駿台予備学校古文科講師として同校に出講し、20万人を超える受講生を指導してきた。

## 医学部から文学部へ
医学部在学中、指導教授が精神科医だったこともあり、心の病への関心が高まる。その中でも特に思春期の学校教育における心の病への関心を強く抱くようになり、実際に学校現場を見ることの必要性を強く感じるようになる。そしてそのためには実際に教員免許を取得して実際に現場に立ち、生徒たちと触れ合うことが必要だと感じた鳥光は琉球大学医学部卒業後、法政大学文学部に入学。国語科教員免許を取得した。

## 予備校講師として
かつては河合塾や東進ハイスクールに出講していたこともあるが、現在の出講は駿台予備学校のみである。お茶の水校・市谷校舎・柏校を中心に授業を行い、医学部専門校舎である市谷校舎では同校で行われるセンター古文の全講義を担当。また衛星放送講座（駿台サテネット21）にも出講している。文法事項はもちろんのこと、古文常識や文学的背景にもこだわった授業展開が持ち味。

## 夢プロデューサーとして
幼い頃から「東南アジア・アフリカの僻地で活躍をしたい！」という夢を漠然と思い描いていた鳥光は、紆余曲折を経て駿台予備学校の教壇に立つ今でもその原点を重視しており、長期の休みを使って東南アジアの途上国を視察しては現地での交流を深め、経済的支援も含めた社会貢献活動を行っている。また、本人はこれらの活動を「ボランティア」と呼ぶことを嫌い、義理と人情によるものであると強調している。

## 著作
- 「入試にでる古文単語が面白いほど記憶できる本 (上巻)」（中経出版）2005年
- 「入試にでる古文単語が面白いほど記憶できる本 (下巻)」（中経出版）2005年
- 「鳥光宏の楽々古典文法―入試の〈秘策〉をキミに伝授!」 (文英堂）2006年
- 「「古文」で身につく、ほんものの日本語」 (PHP新書) 2011年
- 「見て覚える 読んで解ける 古文単語330」 (文英堂) 2014年

## 出演
- 出演番組：「青春時代を過ごした沖縄に恩返しを！」との思いで琉球放送のラジオに冠番組『鳥光宏の熱血塾』を持ち、3年半パーソナリティを務めた。
- 出演雑誌：医学教育出版社が出版するKOKUTAI（医師国試対策）2014年10月号で巻頭インタビューが掲載された。[4]

その他にも沖縄タイムスに多数のコラムを掲載するなどしている。